# Lano de Siena
Arcolano de Squarcia de Riccolfo Maconi, anomenat Lano de Siena (... - Pieve al Toppo, 26 de juny de 1288). No coneixem l'any del seu naixement: el 1276 encara estava sota la protecció de la seva mare Scanna, però el 1281 ja estava emancipat. El 1283, o poc després, va prendre per esposa Mina del senyor Niccolò Malavolti, i el mateix any i després altre cop el 1288, formà part del consell general del Terç de Sant Martíno de la ciutat de Siena.
Lano és un personatge que es troba al Cant Tretze de l'Infern de Dante Alighieri, al bosc dels suïcides i els malbaratadors. Probablement el personatge de la Divina Comèdia sigui aquest Arcolano de Squarcia, o Herculà Macone, un personatge molt conegut a la ciutat de Siena i un conegut malbaratador.

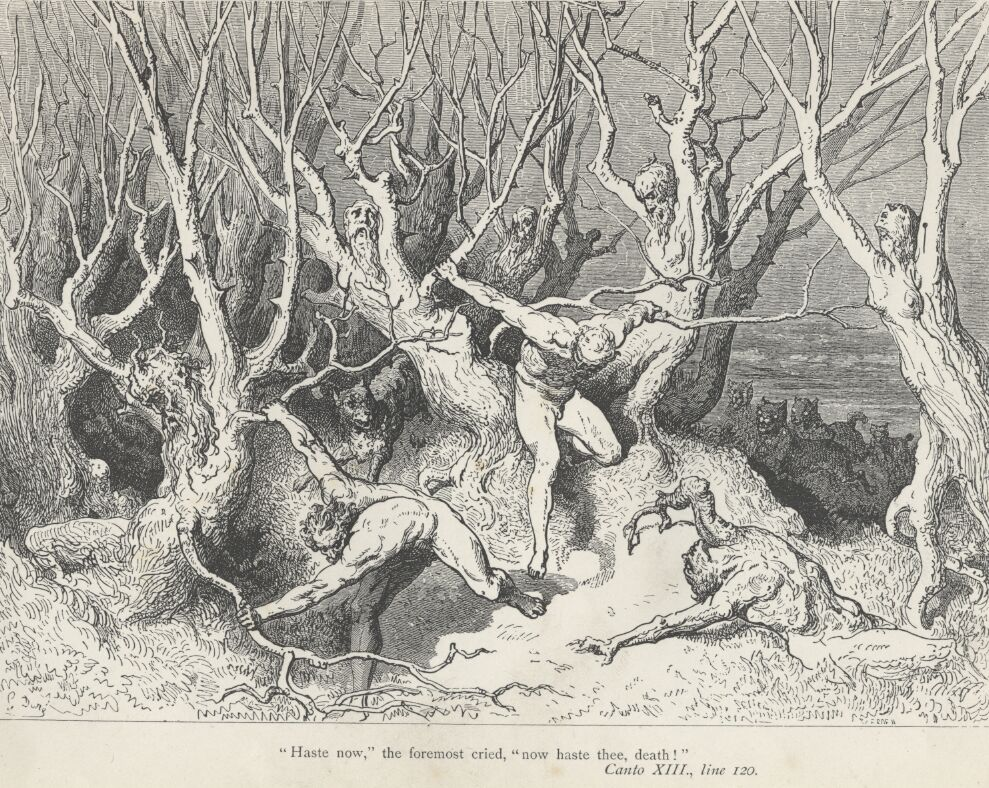
Gustave Doré. Els malbaratadors del setè cercle. Cant XIII Infern

| «                          | El de davant diu: "Vine, vine, mort! I l'altre, que també tenia pressa, cridava: "Lano, no van córrer tant les teues cames en el camp del Toppo! | » |
| — Infern XIII, vv. 118-121 | |   |

Lano apareix corrent i cridant a la mort, la que seria la «segona mort» moltes voltes invocada o lamentada pels condemnats que invoquen la mort definitiva a causa del desig d'un final total per escapar de les sancions infernals.
Va participar en diverses expedicions de guerra. Finalment, el 1288, va participar en l'expedició güelfa florenti-sienesa contra Arezzo, les forces sieneses van ser vençudes el 28 de juny en una emboscada al camp de Pieve al Toppo. Lano, amb les restes de l'exèrcit de Siena, va buscar la salvació en la fugida. Però no va tenir èxit perquè, diu Dante, les seves cames no van córrer prou i va morir en el camp de batalla.
Una crònica florentina del segle xiii, erròniament atribuïda a Brunetto Latini, el recorda entre els caiguts en la batalla de Pieve al Toppo, en la qual segons Boccaccio hauria cercat voluntàriament la mort com a solució, perquè estava arruïnat després d'haver dilapidat totes les seves possessions, opinió molt discutida per altres autors.